# Rutschenquelle
Die Rutschenquelle ist ein flächenhaftes Naturdenkmal und ein Geotop auf dem Gebiet der Gemeinde St. Johann im Landkreis Reutlingen in Baden-Württemberg.

## Kenndaten
Das Naturdenkmal wurde mit Verordnung vom 14. Oktober 2014 unter dem Namen Rutschenquelle ausgewiesen. Es ist unter dem Namen Rutschenbrunnen ca. 3300 m WSW der Ortsmitte von Bad Urach auch als Geotop registriert.

## Lage und Beschreibung

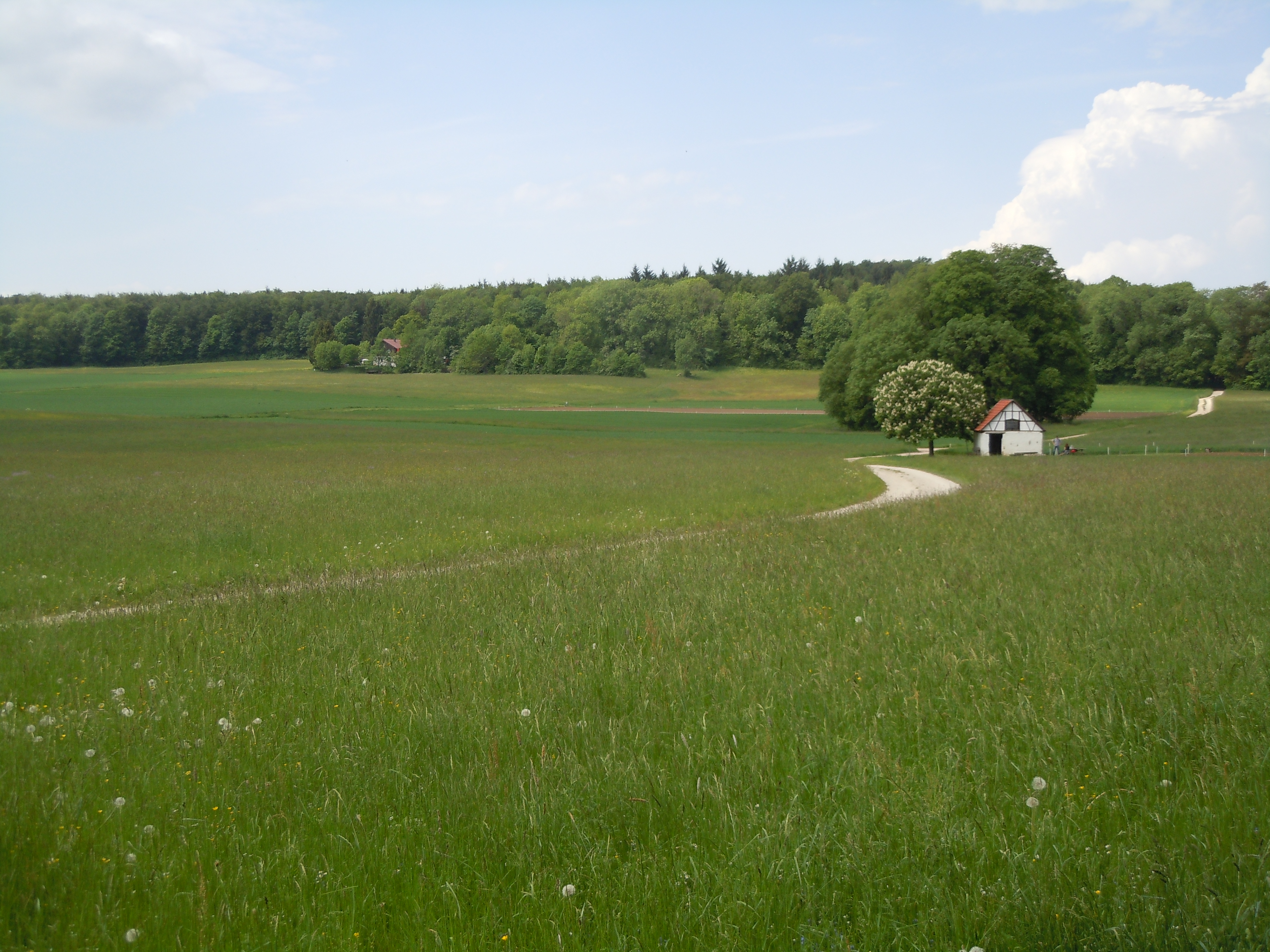
Umgebung, die Quelle liegt in der Baumgruppe hinter der Schutzhütte.

Die Quelle liegt auf der Hochfläche der Schwäbischen Alb (Mittlere Kuppenalb), nur gut 100 Meter westlich des Albtraufs beim Rutschenfelsen.
Das Naturdenkmal befindet sich am südöstlichen Rand eines kleinen Maars mit etwa 200 m Durchmesser und einem unregelmäßigen Umriss. Das Gebiet ist Teil des „Schwäbischen Vulkans“.
Die auf der Hochfläche der Alb sehr seltene, nie versiegende Quelle (durchschnittliche Schüttung 0,5 Liter pro Sekunde) wird vom Sickerwasser der Umgebung gespeist, das sich auf dem wasserundurchlässigen anstehenden Basalttuff der Umgebung sammelt. Das Wasser verschwindet nach einigen Metern in einer Doline.
In früheren Notzeiten haben die Bewohner von Bleichstetten Wasser am Rutschenbrunnen geholt.